# Heliconius himera
Heliconius himera är en fjärilsart som beskrevs av William Chapman Hewitson 1867. Heliconius himera ingår i släktet Heliconius och familjen praktfjärilar. Inga underarter finns listade i Catalogue of Life.

## Bildgalleri

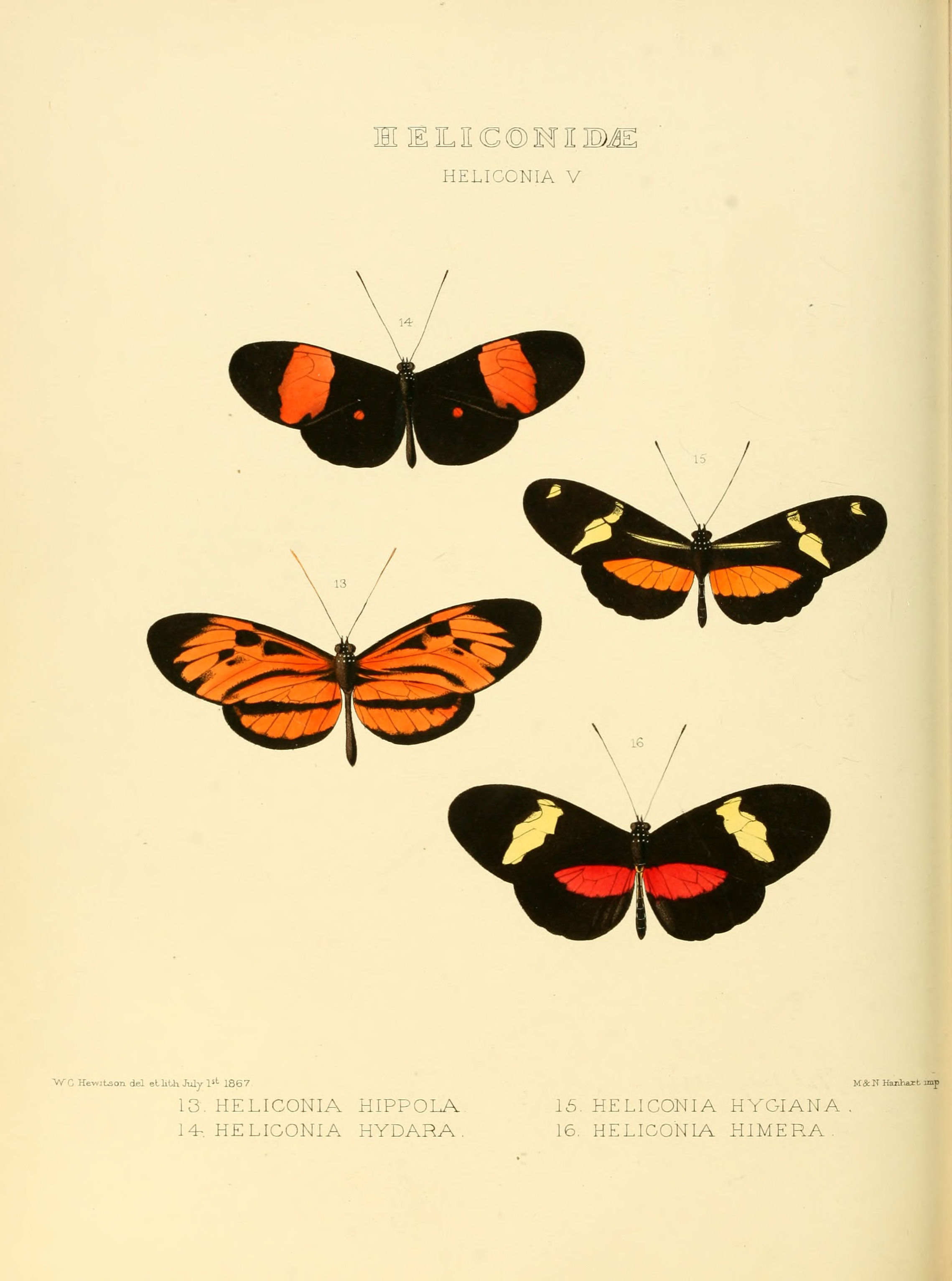